# Jean-Jacques Anduze-Faris
Jean-Jacques Anduze-Faris est un homme politique français né le 14 août 1799 à Chalabre (Aude) et mort le 2 octobre 1872 à Chalabre.
Fabricant de draps, il est militant libéral, maire de Chalabre et conseiller général. Il est député de l'Aude de 1848 à 1849, siégeant avec les républicains modérés, partisan du général Cavaignac.

## Sources
- « Jean-Jacques Anduze-Faris », dans Adolphe Robert et Gaston Cougny, Dictionnaire des parlementaires français, Edgar Bourloton, 1889-1891 [détail de l’édition]